# Cykeloprydning
Cykeloprydning er en aktivitet hvor gamle cykler der har henstået i længere tid, tilsyneladende ubenyttet og efterladt, afhentes eller køres til skrot.
I Danmark kan en boligforening foranstalte en cykeloprydning på deres arealer og kældre.
En sådan cykeloprydning varsles gerne seks uger i forvejen til beboerne i ejendommen i sommerperioden, ellers fire uger.
Cyklens ejer har i perioden mulighed for at sætte et mærkat på cyklen der angiver at den ikke skal fjernes.
Umærkede cykler kan afhentes af politiet som hittegods.
Københavns Politi har udliciteret afhentning til virksomheden Coor Service Management.
På offentlige arealer i Danmark kan kommunen sørge for cykeloprydning.
I Danmark kan private der ejer en cykel selv aflevere cyklen til skrot eller donere den.